# Hanamichi

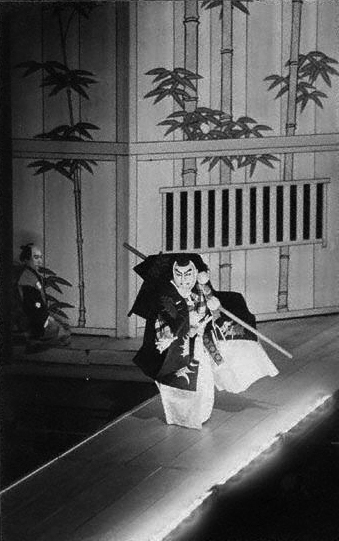
Acte de desaparició firma de Benkei en el hanamichi

El hanamichi (花道) és una secció addicional de l'escenari que es fa servir en el teatre kabuki japonès. És una plataforma llarga i elevada que va des de la part posterior del teatre fins a l'escenari principal a través del públic, ja sigui per la seva esquerra o pel mig. Normalment es fa servir per a les entrades i sortides dels personatges, tot i que també es pot fer servir per als aparts o escenes que tenen lloc a part de l'acció principal. En aquest ús, es pot veure com un teatre carreró connectat amb un escenari més gran.

## Història
El hanamichi es va fer servir per primera vegada el 1668 en el Kawarazaki-za, amb forma d'un simple tauló de fusta que anava del centre de l'escenari al mig del teatre. No es feia servir a les funcions, però permetia que els actors poguessin acostar-se al públic després d'una actuació per rebre flors. La paraule hanamichi literalment vol dir "camí de les flors".
L'estil modern de hanamichi, de vegades anomenat honhanamichi (本花道, "camí de les flors principal"), es va concebre i estandarditzar per primer cop el 1740. La mida estàndard varia entre els 16,38 m i els 28,20 m de llarg, i els 150–180 cm d'ample. Des de llavors alguns teatres han començat a fer ús d'un hanamichi secundari al costat dret del públic, conegut com a karihanamichi (仮花道, "camí de les flors copiat") que és entre un terç i la meitat d'ample que el honhanamichi de l'esquerra.

## Usos

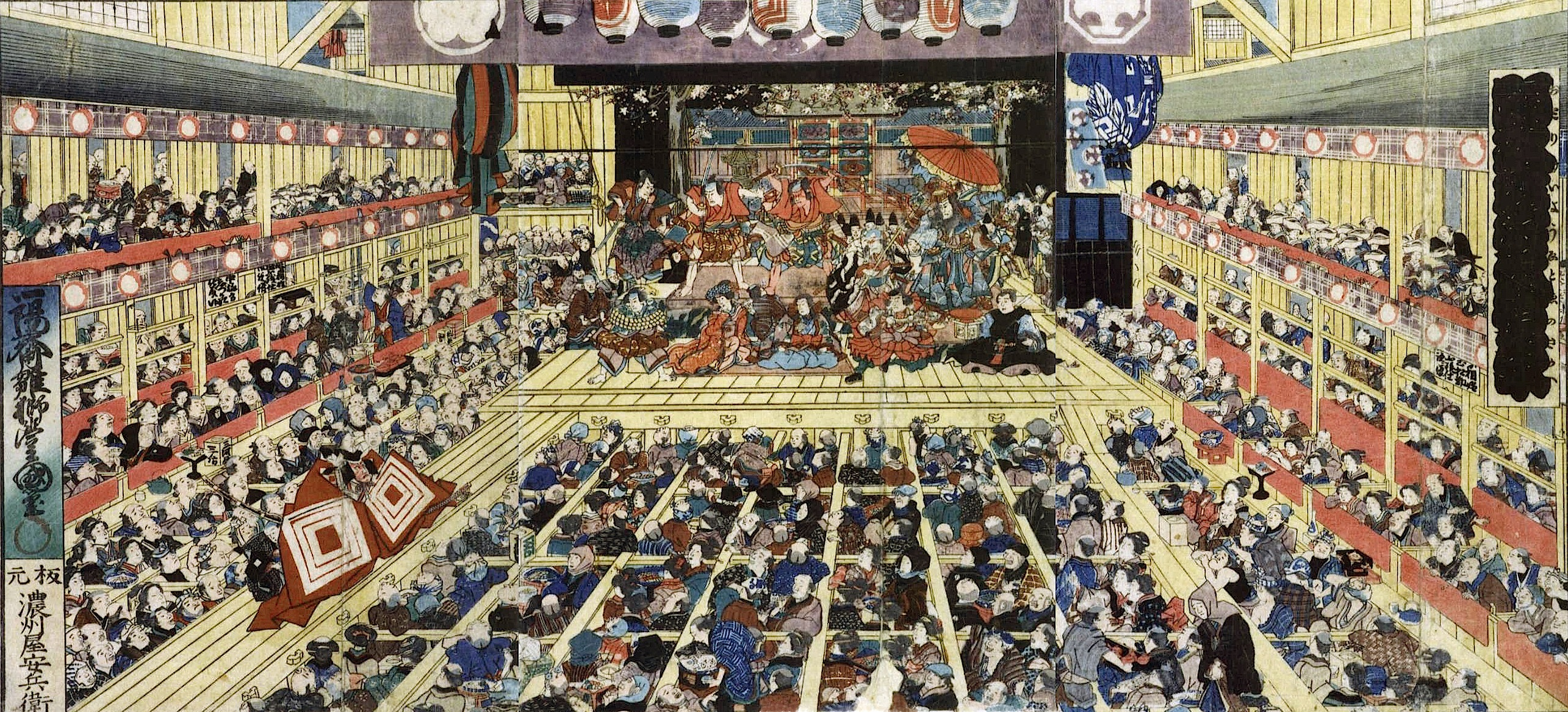
La producció de Shibaraku de juliol de 1858 al teatre Ichimura-za d'Edo, amb el hanamichi a l'esquerra

Tot i que rares vegades es fa servir per a l'acció principal d'una obra, molts dels moments més espectaculars o famosos dels personatges es donen en les seves entrades i sortides pel hanamichi. Molts moments particularment dramàtics tenen lloc a set desens del recorregut del hanamichi (a set desens de l'escenari), un lloc conegut en japonès com el shichisan (七三, set-tres). És aquí que els personatges que estan sortint poden dir les seves últimes paraules, i que els personatges que estan entrant es poden adreçar al públic o als personatges que hi ha a l'escenari. Com que el hanamichi atravessa el públic, permet que l'espectador tingui una experiència més propera que la que normalment li permetrien altres formes de teatre tradicional.